# Тимиг, Герман
Герман Тимиг (нем. Hermann Thimig; 3 октября 1890, Вена — 7 июля 1982, там же) — австрийский актёр театра и кино. Один из самых популярных австрийских актёров немецкоязычного кино.
За свою карьеру снялся в более чем 110 фильмах.

## Биография

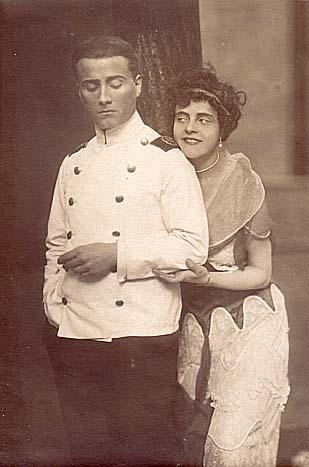
Герман Тимиг и Мади Кристианс в оперетте «Eifersucht»

Родился в известной актёрской семье. Сын режиссёра и актёра Гуго Тимига (1854—1944). Брат актёров Ханса Тимига (1900—1990) и Хелены Тимиг (1889—1974).
В молодости участвовал в самодеятельных театральных коллективах, играл в частных спектаклях. После военной службы в декабре 1910 года дебютировал в драматическом Мейнингенском театре в Вене, и играл там, до 1914 года до начала Первой мировой войны. В 1915 г. из-за тяжелого фурункулёза был признан негодным к военной службе.
С 1916 г. выступал в берлинском Народном театре (Volksbühne) под руководством Макса Рейнхардта, будущего мужа его сестры Хелены Тимиг. В том же году дебютировал в немом кино. С появлением звукового кино Тимиг отошёл от драматической сцены и снимался, в основном, в фильмах-опереттах и кинокомедиях. В середине 1930-х годов преимущественно исполнял роли мужчин старшего поколения.
На заключительном этапе Второй мировой войны сам Адольф Гитлер внёс его в список «незаменимых» выдающихся артистов и художников Gottbegnadeten-Liste, освобождённых от фронтовой службы, но обязанных участвовать в «культурной жизни фронта.
В 1965 году Г. Тимиг стал почётным членом Бургтеатра, а в 1969 году получил премию «Золотая кинолента» за многолетнюю плодотворную работу в немецком кино. В 1981 году он был награжден Почётным кольцом города Вены.
Его второй женой была актриса Вильма Дегишер.

## Избранная фильмография
- 1916: Die Gräfin Heyers
- 1917: Tragödie eines Staatsanwalts
- 1917: Ossis Tagebuch
- 1918: Auf Probe gestellt
- 1923: Пламя
- 1929: Наполеон на острове Святой Елены[нем.]
- 1931: Личная секретарша
- 1931: Трёхгрошовая опера
- 1932: Город стоит на голове
- 1933: Виктор и Виктория
- 1961: Frau Irene Besser
- 1962: Romanze in Venedig
- 1962: Die vergessenen Jahre
- 1967: Der Arzt wider Willen